# Marek Valenčin
Marek Valenčin (* 28. října 1974 Prešov) je bývalý slovenský fotbalista.

## Fotbalová kariéra
V československé nejvyšší soutěži nastoupil za Tatran Prešov v sedmi utkáních na jaře 1993, aniž by skóroval.
Po skončení hráčské kariéry pracoval jako trenér.

## Ligová bilance
| Ročník                                   | Zápasy | Góly | Minuty | Klub          |
| ---------------------------------------- | ------ | ---- | ------ | ------------- |
| 1. československá fotbalová liga 1992/93 | 7      | 0    | –      | Tatran Prešov |
| CELKEM                                   | 7      | 0    | –      |               |